# Hippocastanoideae
Hippocastanoideae je potporodica sapindovki, dio reda sapindolike (Sapindales). Postoji pet priznatih rodova čiji su najpoznatiji predstavnici divlji kesten u tribusu Hippocastaneae i javor u tribusu Acereae. Rod grmova, kineska dvokrilka ili dipteronija raste po Kini i srodnik je javora. Nekada se vodila kao samostalmna porodica Hippocastanaceae.

## Opis
Članovi Hippocastanoideae ili  Hippocastanaceae su drveće ili grmlje, obično listopadno. Najrašireniji rod je Aesculus. Američki rod Billia i kineski rod Handeliodendron također su ponekad uključeni. Jedna posebna značajka je dlanasto složeno lišće.
Članovi Hippocastanoideae blisko su povezani s velikom, uglavnom tropskom obitelji Sapindaceae, a neki sustavi taksonomije biljaka uključuju članove Hippocastanaceae zajedno s članovima Aceraceae u povećanu porodiicu Sapindaceae. Nedavna molekularna filogenetska istraživanja (Harrington et al. 2005.) pokazala su da dok su i Aceraceae i Hippocastanaceae same po sebi monofiletne, njihovo uklanjanje iz Sapindaceae sensu lato ostavilo bi Sapindaceae sensu stricto parafiletsku skupinu, posebno u odnosu na rod Xanthoceras. Stoga se sada obično sinonimizira s potporodicom Hippocastanoideae.
Obilni, veliki orašasti plodovi ove porodice sadrže mnogo škroba, ali očito nisu prikladni za hranu jer sadrže otrovni glukozid, eskulin. Indijanci su jeli plodove žutog Aesculusa (Aesculus flava), ali su ih najprije ispekli na vrućem kamenju, ogulili, zgnječili i ispirali vodom nekoliko dana. Ovaj tretman je očito uklonio eskulin.
Zabilježeno je da su mladi izdanci i sjemenke Aesculusa otrovni za stoku, pa su neki zemljoposjednici u Indiani zbog toga iskorijenili ovu vrstu. Budući da su sjemenke žutog Aesculusa otrovne, divlje životinje ih ne koriste za hranu pa životinje vjerojatno ne ograničavaju razmnožavanje ove vrste. Drvo se koristi za celulozu, drveno posuđe, a ponekad i za građu.

## Tribusi i rodovi
1. Tribus Acereae (Durande) Dumort
  1. Acer L. (136 spp.)
  2. Dipteronia Oliv. (2 spp.)
2. Tribus Hippocastaneae (DC.) Dumort
  1. Billia Peyr. (1 sp.)
  2. Handeliodendron Rehder (1 sp.)
  3. Aesculus L. (12 spp.)